# جرمایا وایت
جرمایا وایت (انگلیسی: Jeremiah White؛ زادهٔ ۳ آوریل ۱۹۸۲) یک بازیکن فوتبال است.
وی همچنین در تیم ملی فوتبال ایالات متحده آمریکا بازی کرده است.